# Nana Mizuki Live Attraction the DVD
Albums de Nana Mizuki
Nana Clips 1
(2003) Live Skipper Countdown and More
(2004)
Nana Mizuki Live Attraction the DVD est la 2e vidéo musicale de la chanteuse et seiyū japonaise Nana Mizuki.

## Présentation
La vidéo sort au format DVD le 26 mars 2003 sous le label King Records. Le DVD atteint la 30e place du classement de l'Oricon et reste classé pendant une semaine.
Le concert a été filmé le 30 novembre 2002 au Tokyo Kokusai Forum Hall C. Le DVD contient quatorze chansons dont un medley. La plupart des chansons sont issues de son deuxième album Magic Attraction sauf deux NANA Iro no You ni et Transmigration issues de son premier album Supersonic Girl.

## Liste des titres
| 1.  | Theme of Magic Attraction (THEME OF MAGIC ATTRACTION)                                                          |  |
| 2.  | Through the night                                                                                              |  |
| 3.  | Climb up |  |
| 4.  | Stand (STAND)                                                                                                  |  |
| 5.  | Deep sea |  |
| 6.  | Free style (フリースタイル)                                                                                    |  |
| 7.  | Medley : Orgel to Piano to～NANA Iro no You ni～Juliet (オルゴ‐ルとピアノと～ＮＡＮＡ色のように～ジュリエット) |  |
| 8.  | Protection (PROTECTION)                                                                                        |  |
| 9.  | Futari no Memory (二人のMemory)                                                                                |  |
| 10. | Suddenly ~Meguriaete~ (suddenly ～巡り合えて～)                                                                |  |
| 11. | Power Gate (POWER GATE)                                                                                        |  |
| 12. | Ano Hi Yumemita Negai (あの日夢見た願い)                                                                       |  |
| 13. | Transmigration (TRANSMIGRATION)                                                                                |  |
| 14. | Power Gate (acappella) (POWER GATE)                                                                            |  |